# Cees Paauwe
Cees Paauwe (Dronten, 3 november 1977) is een voormalig Nederlands profvoetballer die speelde als doelman.

## Carrière
Paauwe maakte in het seizoen 1995/1996 zijn debuut bij FC Twente en speelde eerder voor VV Lyra, SV 't Harde en FC Zwolle. In vijf seizoenen bij Twente kwam hij slechts twee keer tot spelen toe. In 2000 vertrok hij naar Cambuur Leeuwarden, waar hij wel vaste keeper werd. Na twee seizoenen in Leeuwarden keerde hij terug naar FC Twente, waar hij in tweeënhalf jaar tot 29 wedstrijden kwam. In 2005 vertrok hij naar ADO Den Haag, waar hij door een zware knieblessure later dat jaar lange tijd buiten spel stond. Zijn in 2006 aflopende contract werd door ADO niet verlengd, waarna hij transfervrij terugkeerde bij zijn vorige club FC Twente. In 2011 liep zijn contract bij Twente af en zou hij naar Quick '20 gaan. Zonder bij Quick '20 te spelen tekende hij eind augustus een eenjarig contract bij N.E.C..
Paauwe doorliep in 2012 met succes de selectie voor de politie-opleiding, waaraan hij in 2013 begon. In 2016 rondde Paauwe de politie-opleiding af en is anno 2020 hoofdagent bij de Nationale Politie. Hij is een fanatiek karpervisser en woont in het Duitse Gronau.
Cees Paauwe is de jongere broer van voormalig voetballer Patrick Paauwe.

## Erelijst
| Competitie         |           |           |           |           |
| Competitie         | Aantal    | Jaren     |           |           |
| FC Twente          | FC Twente | FC Twente | FC Twente | FC Twente |
| ------------------ | --------- | --------- | --------- | --------- |
| Internationaal     |           |           |           |           |
| UEFA Intertoto Cup | 1x        | 2006      |           |           |
| Nationaal          |           |           |           |           |
| Eredivisie         | 1x        | 2009/10   |           |           |

## Statistieken
| Seizoen | Club         | Land      | Competitie     | Wedstrijden | Doelpunten |
| ------- | ------------ | --------- | -------------- | ----------- | ---------- |
| 1995/96 | FC Twente    | Nederland | Eredivisie     | 1           | 0          |
| 1996/97 | FC Twente    | Nederland | Eredivisie     | 0           | 0          |
| 1997/98 | FC Twente    | Nederland | Eredivisie     | 0           | 0          |
| 1998/99 | FC Twente    | Nederland | Eredivisie     | 1           | 0          |
| 1999/00 | FC Twente    | Nederland | Eredivisie     | 0           | 0          |
| 2000/01 | Cambuur      | Nederland | Eerste Divisie | 24          | 0          |
| 2001/02 | Cambuur      | Nederland | Eerste Divisie | 33          | 0          |
| 2002/03 | FC Twente    | Nederland | Eredivisie     | 3           | 0          |
| 2003/04 | FC Twente    | Nederland | Eredivisie     | 21          | 0          |
| 2004/05 | FC Twente    | Nederland | Eredivisie     | 5           | 0          |
| 2004/05 | ADO Den Haag | Nederland | Eredivisie     | 4           | 0          |
| 2005/06 | ADO Den Haag | Nederland | Eredivisie     | 2           | 0          |
| 2006/07 | FC Twente    | Nederland | Eredivisie     | 1           | 0          |
| 2007/08 | FC Twente    | Nederland | Eredivisie     | 0           | 0          |
| 2008/09 | FC Twente    | Nederland | Eredivisie     | 0           | 0          |
| 2009/10 | FC Twente    | Nederland | Eredivisie     | 1           | 0          |
| 2010/11 | Excelsior    | Nederland | Eredivisie     | 24          | 0          |
| 2011/12 | N.E.C.       | Nederland | Eredivisie     | 0           | 0          |
| Totaal  | Totaal       | Totaal    | Totaal         | 120         | 0          |